# PA-404
A  PA-404 é uma rodovia brasileira do estado do Pará. Essa estrada intercepta a BR-316 em seu limite sul.
Está localizada na região Região Metropolitana de Belém, atendendo ao município de Benevides. É responsável por fazer a ligação entre o centro de Benevides e o distrito de Benfica. 